# Myoxanthus reymondii
Myoxanthus reymondii är en orkidéart som först beskrevs av Gustav Karl Wilhelm Hermann Karsten, och fick sitt nu gällande namn av Carlyle August Luer. Myoxanthus reymondii ingår i släktet Myoxanthus och familjen orkidéer. Inga underarter finns listade i Catalogue of Life.

## Bildgalleri

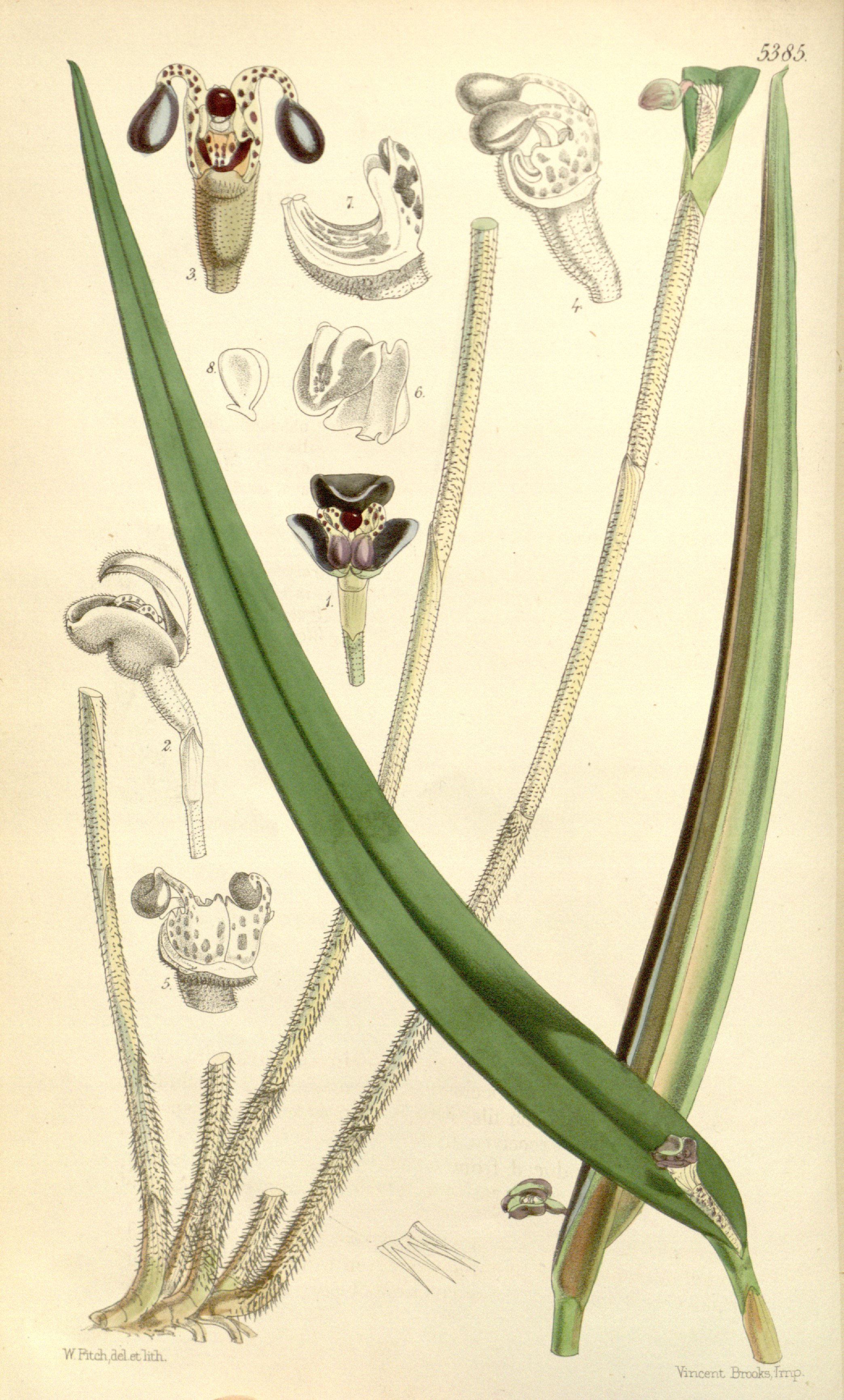